# Gare de Meguro
La gare de Meguro (目黒駅, Meguro-eki) est une gare ferroviaire de la ville de Tokyo au Japon. Elle est située dans l'arrondissement de Shinagawa mais toute proche de l'arrondissement de Meguro, au sud de Meguro Dori (avenue de Meguro). La gare est desservie par les lignes des compagnies JR East, Tōkyū, Tokyo Metro et Toei.

## Situation ferroviaire
La gare de Meguro est située au point kilométrique (PK) 4,1 de la ligne Yamanote. C'est le terminus des lignes Mita, Namboku et Meguro.

## Histoire
La gare de Meguro ouvre le 16 mars 1885.

## Services aux voyageurs

### Accès et accueil
La gare dispose d'un bâtiment voyageurs, avec guichet, ouvert tous les jours.

### Desserte

#### JR East
Ligne Yamanote :
- voie 1 : direction Shinagawa et Tokyo
- voie 2 : direction Shibuya et Shinjuku

#### Tōkyū, Tokyo Metro et Toei
La ligne Tōkyū Meguro est interconnectée avec les lignes Mita et Namboku (ces dernières partageant les mêmes voies jusqu'à Shirokane-Takanawa).
- voie 1 : Ligne Tōkyū Meguro direction Musashi-Kosugi
- voie 2 : Ligne Mita direction Nishi-Takashimadaira ou ligne Namboku direction Akabane-Iwabuchi

## Gares adjacentes
| «                            |  | Service        |  | »                                              |
| ---------------------------- |  | -------------- |  | ---------------------------------------------- |
| Ebisu                        |  | Ligne Yamanote |  | Gotanda                                        |
| Fudomae                      |  | Ligne Meguro   |  | continue sur la ligne Mita ou la ligne Namboku |
| continue sur la ligne Meguro |  | Ligne Namboku  |  | Shirokanedai                                   |
| continue sur la ligne Meguro |  | Ligne Mita     |  | Shirokanedai                                   |